# Arhiducesa Elisabeta Franziska de Austria (1892–1930)

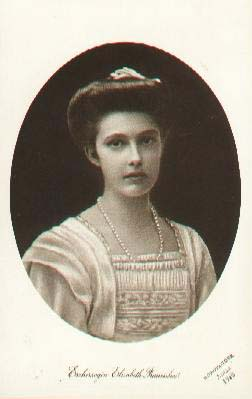
Arhiducesa Elisabeta Franziska

Arhiducesa Elisabeta Franziska Marie Karoline Ignatia Salvator (27 ianuarie 1892 – 29 ianuarie 1930) a fost fiica Arhiducelui Franz Salvator, Prinț de Toscana și a Arhiducesei Marie Valerie de Austria.

## Biografie

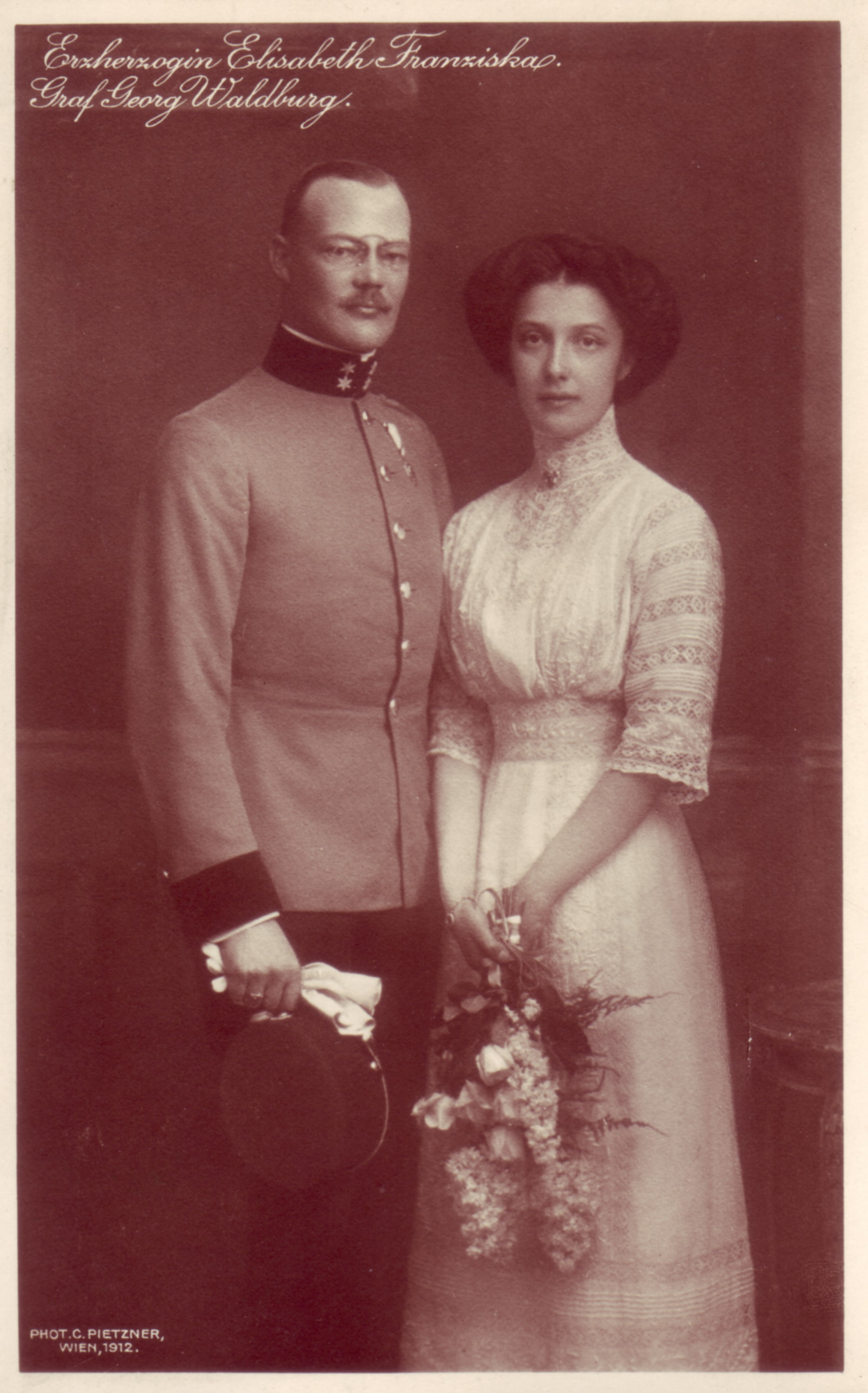
Elisabeta Franziska și soțul ei

S-a născut la Viena, la 27 ianuarie 1892 ca primul copil al Arhiducelui Franz Salvator, Prinț de Toscana și a Arhiducesei Marie Valerie de Austria. Tatăl ei era al doilea fiu al Arhiducelui Karl Salvator și a Prințesei Maria Immaculata de Bourbon-Două Sicilii. Mama ei era fiica cea mică a împăratului Franz Joseph al Austriei și a împărătesei Elisabeta. 
S-a căsătorit la Niederwallsee la 19 septembrie 1912 cu Georg Graf von Waldburg zu Zeil und Hohenems (1878–1955). Căsătoria a fost una din dragoste și nu un aranjament politic. Georg Graf von Waldburg nu avea avere sau proprietăți, el fusese angajat ca tutore pentru frații ei. Cuplul a avut patru copii:
- Marie Valerie Waldburg-Zeil (1913–2011)
- Klementine Waldburg-Zeil (1914–1941)
- Elisabeta Waldburg-Zeil (1917–1979)
- Franz Josef Waldburg-Zeil (n. 1927)

A murit la 29 ianuarie 1930 la vârsta de 38 de ani. După aproape doi ani, soțul ei s-a recăsătorit cu sora ei mai mică, Arhiducesa Gertrud, cu care a avut doi copii.